# Melchior Lotter (1470-1549)
Melchior Lotter (Melchior Lotter der Ältere) (Aue, 1470 circa – Lipsia, 1º febbraio 1549) è stato un tipografo e editore tedesco.

## Biografia

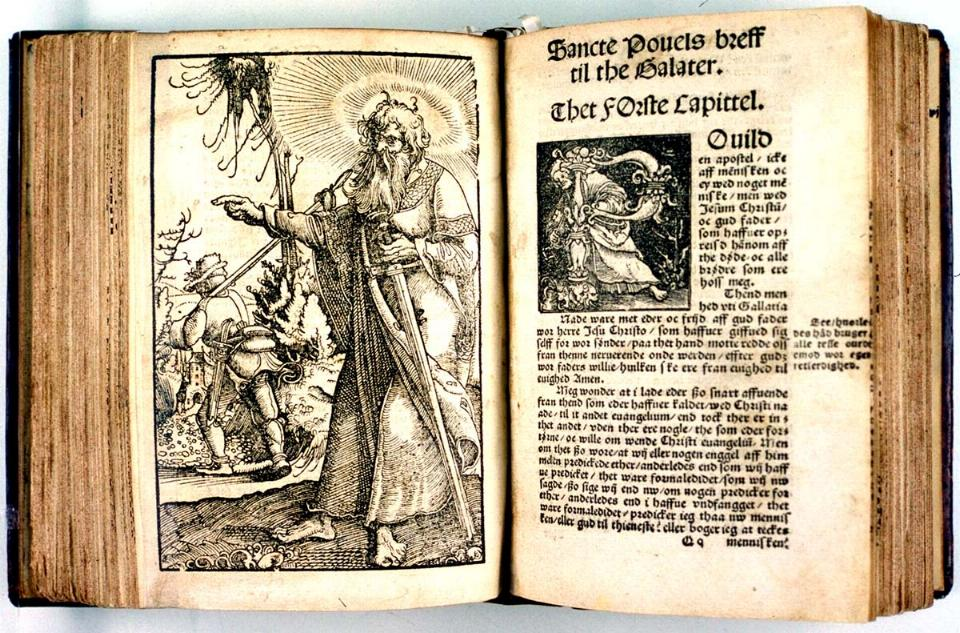
Bibbia stampata da Lotter

Melchior Lotter ("der Ältere", il vecchio), molto conosciuto a Lipsia sin dal 1491, è stato il capostipite di una famiglia di stampatori. Nel 1511 ha introdotto il carattere di stampa Antiqua.
Ha pubblicato messali, breviari, un Aulus Persius Flaccus (1512), Horatii Epistolæ (1522), e Luther Tessaradecos Consolatoria pro Laborantibus (1520). 
I suoi rapporti con la riforma protestante non sono perfettamente chiari, ma sembra essere stato un simpatizzante. Un'innovazione di Lotter "il vecchio" fu la scelta di utilizzare lettere romane per la resa tipografica del latino, riservando l'uso dei caratteri gotici per i testi in lingua tedesca. 
Porta lo stesso nome anche uno dei suoi figli (morto c. 1542), il che ha provocato una certa confusione bibliografica, per evitare la quale si adotta la distinzione dei nomi attraverso un epiteto, chiamando il figlio Melchior Lotter der Jüngere (Melchior Lotter il Giovane). Melchior il Giovane è conosciuto soprattutto per la stampa della Bibbia di Martin Lutero, Il Nuovo Testamento (1522), e le stampe del 1523 e 1524 del Vecchio testamento, cedute in seguito a Hans Lufft. Ha pubblicato molti altri scritti in tedesco di Lutero. Lotter è importante anche per avere importato caratteri greci a Wittenberg, dando così a Filippo Melantone i mezzi per portare avanti le lezioni in greco. Quando tornò a Lipsia, circa nel 1525, Lotter si dedicò all'attività del padre.